# NGC 169
NGC 169 ist eine Spiralgalaxie vom Hubble-Typ Sb im Sternbild Andromeda am Nordsternhimmel. Sie ist schätzungsweise 214 Millionen Lichtjahre von der Milchstraße entfernt und hat einen Durchmesser von etwa 160.000 Lj. Gemeinsam mit IC 1559 bildet sie das wechselwirkende Galaxienpaar Arp 282 und KPG 13.
Halton Arp gliederte seinen Katalog ungewöhnlicher Galaxien nach rein morphologischen Kriterien in Gruppen. Dieses Galaxienpaar gehört zu der Klasse Doppelgalaxien mit Einströmung und Anziehung.
Im selben Himmelsareal befindet sich u. a. die Galaxie NGC 160.
Das Objekt wurde am 18. September 1857 von dem irischen Astronomen R. J. Mitchell, einem Assistenten von William Parsons, entdeckt.